# 유럽겨울잠쥐
유럽겨울잠쥐 (Muscardinus avellanarius)는 작은 포유류의 일종으로 유럽겨울잠쥐속(Muscardinus)의 유일종이다. 몸길이는 6~9cm, 꼬리 길이는 5.7~7.5cm 정도이다. 몸무게는 17~20g 정도지만, 겨울잠 직전에는 30~40g 정도로 증가한다. 10월부터 4월~5월까지 겨울잠을 잔다.